# Federação das Indústrias do Estado da Paraíba
A Federação das Indústrias do Estado da Paraíba, também conhecida como FIEP ou FIEPB, é a entidade superior de representação das indústrias do estado brasileiro da Paraíba. É sediada na cidade de Campina Grande, sendo a Paraíba o único estado onde a Federação das Indústrias situa-se fora da capital, devido ao contexto histórico de maior atividade industrial no interior do estado. Atualmente, possui 26 sindicatos industriários filiados à federação, sendo 21 desses sediados também em Campina Grande.
Constituída no ano de 1949 na então cidade mais populosa e mais economicamente relevante do estado da Paraíba, a FIEP é filiada à Confederação Nacional da Indústria desde 1951. Inicialmente, a federação promoveu o suporte logístico à indústria têxtil do estado, e passou a participar de discussões com o poder público objetivando o desenvolvimento regional. Sua atuação culminou na criação do Grupo de Trabalho para o Desenvolvimento do Nordeste em 1958, posteriormente substituído pela Superintendência de Desenvolvimento do Nordeste, a SUDENE.